# Improvising Beings
Improvising Beings is een Frans platenlabel voor jazz en dan met name free jazz, geïmproviseerde muziek en moderne hedendaagse muziek. Op het label is muziek uitgebracht van onder meer Benjamin Duboc, Blaak Heat Shujaa, Sonny Simmons (met harpiste Delphine Latil), Joe Rigby, Thomas Bellier & Timothée Gacon. een groep van bassist en keyboard-speler Alan Silva en Mario Rechtern & Eric Zinman.